# Nycteris intermedia
Nycteris intermedia là một loài động vật có vú trong họ Nycteridae, bộ Dơi. Loài này được Aellen mô tả năm 1959.